# 飛碟唱片
飛碟企業股份有限公司（英語：UFO Group (Taiwan)），簡稱飛碟唱片，是台灣華納音樂的前身，曾與滾石唱片並列1980年代臺灣唱片界二大龍頭。

## 沿革
飛碟唱片正式成立於1982年12月1日，成立時全銜為「飛碟企業有限公司」（英語：UFO Record Company Limited）。原任職於滾石唱片的吳楚楚與彭國華，由於經營理念與滾石唱片不合，離職後成立飛碟唱片。飛碟唱片創業的首張唱片專輯是陶大偉專輯《陶大偉1983創作專輯：嘎嘎嗚啦啦（ㄍㄚ ㄍㄚ ㄨ ㄌㄚ ㄌㄚ）》。
1983年，飛碟唱片推出的蘇芮首張同名專輯獲得市場驚人迴響，不僅捧紅了蘇芮，也使飛碟唱片奠下日後蓬勃發展的基礎：除了成功推出張雨生、王傑、葉歡、憂歡派對、星星月亮太陽、小虎隊等新人，蔡琴、蔡幸娟、姜育恆、王芷蕾、黃鶯鶯等陸續加盟的知名歌手在飛碟唱片打造下皆成功再造歌唱生涯高峰，使飛碟唱片在1980年代成為與滾石唱片並列的兩大指標唱片公司。
1990年1月1日，飛碟企業有限公司改名為「飛碟股份有限公司」，後又改制為「飛碟企業股份有限公司」（英語：UFO Limited by Share Ltd (Taiwan)），簡稱「飛碟唱片」（英語：UFO Record）。
1990年6月1日，飛碟唱片全面停產黑膠唱片。1991年5月1日，華納音樂集團來台合資收購飛碟唱片的部分股權，而香港華納唱片因此正式與飛碟唱片合作，呂方、林憶蓮、葉蒨文、林子祥、鍾鎮濤等香港華納歌手的國語唱片，都由飛碟唱片代理發行。飛碟方的陳大力在同年更企劃葉蒨文返台復出計畫，以華視八點檔大戲《京城四少》主題曲《瀟灑走一回》打響頭炮；此曲推出後造成轟動，在兩岸三地廣為流傳，葉蒨文亦憑此曲奠定了華語歌壇天后級的地位。
1991年10月21日至1994年10月9日，飛碟唱片在衛視中文台開設日播節目《飛碟巨星耀亞洲》和周播節目《飛碟巨星週末嘉年華》，前者內容是純打歌，後者內容是飛碟唱片歌手的訪談和玩遊戲。
1995年，由於經營理念與華納音樂集團出現歧見，飛碟唱片原經營班底陸續離職並另行成立豐華唱片。華納音樂集團則於1996年1月1日完全收購飛碟唱片，將飛碟唱片的品牌改名為「華納飛碟有限公司」（英語：Warner UFO Taiwan Company Limited），簡稱「華納飛碟」（英語：Warner UFO Taiwan），並更改其商標為華納音樂與飛碟唱片並列。在人事變動的混亂情況下，華納飛碟的經營業績及市場佔有率在1997年中期一度陷入低迷不振，所屬歌手約滿後紛紛跳槽或不再續約，旗下一度呈現僅有鄭秀文及郭富城兩位指標性知名歌手的窘境。
1997年1月1日，前科藝年代總經理周建輝就職華納飛碟總經理，並開始進行華納飛碟的企業整頓。1999年1月1日，華納飛碟改名為「華納國際音樂股份有限公司」（英語：Warner Music Taiwan Company Limited，簡稱「華納唱片」（英語：Warner Music Taiwan）），並更改其企業標誌為華納音樂集團企業標誌，原飛碟企業標誌正式走入歷史。

## 曾簽約歌手

### 男
| 飛碟唱片男歌手列表 |          |                    |          |                                  |                               |                                                         |
| 歌手               | 加入年份 | 簽約類型           | 脫離年份 | 脫離原因                         | 新公司                        | 註釋                                                    |
| 陶大偉             | 1982年   | 製作及發行（全約） | 1985年   | 改簽新公司                       | 金豬唱片                      | 次年（1986年）改簽 2012年病逝                           |
| 林隆璇             | 1987年   | 製作及發行（全約） | 1988年   | 改簽新公司                       | 巨石音樂                      | 次年（1988年）改簽                                      |
| 吳奇隆             | 1988年   | 唱片發行（非全約） | 1995年   | 改簽新公司                       | 正東唱片                      | 開麗創意組合為音樂製作及藝人經紀公司                    |
| 蘇有朋             | 1988年   | 唱片發行（非全約） | 1995年   | 改簽新公司                       | 正東唱片                      | 開麗創意組合為音樂製作及藝人經紀公司                    |
| 陳志朋             | 1988年   | 唱片發行（非全約） | 1995年   | 改簽新公司                       | 正東唱片                      | 開麗創意組合為音樂製作及藝人經紀公司                    |
| 李壽全             | 1985年   | 唱片發行（非全約） | 1986年   | 退居幕後                         | -                             | 李壽全製作有限公司為音樂製作及藝人經紀公司              |
| 黃大煒             | 1987年   | 唱片發行（非全約） | 1989年   | 改簽新公司                       | 可登唱片                      | 李壽全製作有限公司為音樂製作及藝人經紀公司              |
| 姜育恆             | 1987年   | 唱片發行（非全約） | 1994年   | 唱片經紀約改全約                 | 飛碟唱片嫡系                  | 開麗創意組合為音樂製作及藝人經紀公司                    |
| 姜育恆             | 1994年   | 製作及發行（全約） | 1997年   | 改簽新公司                       | 福茂唱片                      |                                                         |
| 郭富城             | 1990年   | 唱片發行（非全約） | 1993年   | 受到簽約香港華納牽連而改成的全約 | 華納唱片 (香港)、飛碟唱片嫡系 | 福隆製作為經紀公司 另香港唱片合約為華星唱片 1993年改簽  |
| 郭富城             | 1994年   | 唱片發行（全約）   | 1999年   | 合約轉移至新公司                 | 華納唱片                      | 1999年原華納飛碟改名為華納唱片                          |
| 劉德華             | 1993年   | 唱片發行（非全約） | 1995年   | 改簽新公司                       | 藝能動音                      | 新樂製作為音樂製作及藝人經紀公司                        |
| 林立洋             | 1991年   | 唱片發行（非全約） | 1992年   | 改簽新公司                       | 波麗佳音                      | 開麗創意組合為音樂製作及藝人經紀公司 次年（1993年）改簽 |
| 林子祥             | 1991年   | 製作及發行（全約） | 1994年   | 改簽新公司                       | 波麗佳音                      | 次年（1995年）改簽                                      |
| 王傑               | 1987年   | 製作及發行（全約） | 1995年   | 改簽新公司                       | 波麗佳音                      | 同年（1995年）改簽                                      |
| 張雨生             | 1988年   | 唱片發行（非全約） | 1990年   | 唱片經紀約改全約                 | 飛碟唱片嫡系                  | 銘聲制作為音樂製作及藝人經紀公司                        |
| 張雨生             | 1992年   | 製作及發行（全約） | 1995年   | 改簽新公司                       | 豐華唱片                      | 次年（1996年）改簽 1997年因車禍過世                     |
| 鄭智化             | 1988年   | 製作及發行（全約） | 1995年   | 改簽新公司                       | 豐華唱片                      | 次年（1996年）改簽                                      |
| 邰正宵             | 1990年   | 唱片發行（非全約） | 1992年   | 改簽新公司                       | 福茂唱片                      | 中國娃娃音樂為音樂製作及藝人經紀公司 次年（1993年）改簽 |
| 鍾鎮濤             | 1990年   | 唱片發行（非全約） | 1995年   | 改簽新公司                       | 巨石音樂                      | Bee House為音樂製作及藝人經紀公司 同年（1995年）改簽    |
| 林志穎             | 1992年   | 唱片發行（非全約） | 1995年   | 改簽新公司                       | 豐華唱片                      | 夏哥創意工作室為音樂製作及藝人經紀公司                  |
| 方志耀             | 1990年   | 唱片發行（非全約） | 1992年   | 退居幕後                         | -                             | 夏哥創意工作室為音樂製作及藝人經紀公司 2002年病逝       |
| 溫兆倫             | 1991年   | 唱片發行（非全約） | 1998年   | 退出歌壇                         | -                             | 娛樂唱片為音樂製作及藝人經紀公司                        |
| 呂方               | 1993年   | 製作及發行（全約） | 1998年   | 改簽新公司                       | 華研國際音樂                  | 2001年復出改簽                                          |
| 關德輝             | 1995年   | 製作及發行（全約） | 1998年   | 改簽新公司                       | 乾坤唱片                      | 次年（1999年）改簽                                      |
| 周葆元             | 1993年   | 唱片發行（非全約） | 1995年   | 改簽新公司                       | 豐華唱片                      | 雙全音樂為音樂製作及藝人經紀公司                        |
| 劉漢強             | 1995年   | 唱片發行（非全約） | 1997年   | 退出歌壇                         | -                             | 年代唱片為音樂製作及藝人經紀公司                        |
| 蔡藍欽             | 1986年   | 製作及發行（全約） | 1987年   |                                  | -                             | 已離世                                                  |
| 鈕大可             | 1989年   | 唱片發行（非全約） | 1992年   | 退居幕後                         | -                             | 大可工作室為音樂製作及藝人經紀公司                      |
| 蕭福德             | 1992年   | 製作及發行（全約） | 1995年   | 退居幕後                         | -                             |                                                         |
| 蔡振南             | 1995年   | 製作及發行（全約） | 1997年   | 改簽新公司                       | 大信唱片                      | 2001年復出改簽                                          |

### 女
| 飛碟唱片女歌手列表 |          |                    |          |                  |              |                                                               |
| 歌手               | 加入年份 | 簽約類型           | 脫離年份 | 脫離原因         | 新公司       | 註釋                                                          |
| 蘇芮               | 1983年   | 製作及發行（全約） | 1989年   | 改簽新公司       | 福茂唱片     |                                                               |
| 蘇芮               | 1993年   | 唱片發行（非全約） | 1996年   | 改簽新公司       | 豐華唱片     | 次年（1996年）改簽 李壽全製作有限公司為音樂製作及藝人經紀公司 |
| 邰肇玫             | 1984年   | 製作及發行（全約） | 1985年   | 改簽新公司       | 喜瑪拉雅音樂 | 次年（1985年）改簽                                            |
| 蔡琴               | 1984年   | 製作及發行（全約） | 1991年   | 改簽新公司       | 波麗佳音     | 次年（1992年）改簽                                            |
| 金智娟             | 1986年   | 製作及發行（全約） | 1988年   | 改簽新公司       | 滾石唱片     | 1990年復出改簽                                                |
| 黃鶯鶯             | 1986年   | 製作及發行（全約） | 1990年   | 改簽新公司       | 滾石唱片     | 1990年改簽                                                    |
| 王芷蕾             | 1985年   | 製作及發行（全約） | 1988年   | 退出歌壇         | 豐華唱片     | 2006年復出改簽                                                |
| 歐陽菲菲           | 1993年   | 唱片發行（非全約） | 1995年   | 改簽新公司       | 豐華唱片     | 熱帶音樂工作室為音樂製作及藝人經紀公司 1995年改簽             |
| 伊能靜             | 1992年   | 製作及發行（全約） | 1997年   | 改簽新公司       | 大信唱片     | 後年（1999年）改簽                                            |
| 陶晶瑩             | 1990年   | 唱片發行（非全約） | 1995年   | 唱片經紀約改全約 | 飛碟唱片嫡系 | 銘聲製作有限公司為音樂製作及藝人經紀公司                      |
| 陶晶瑩             | 1995年   | 製作及發行（全約） | 1997年   | 改簽新公司       | 豐華唱片     | 後年（1999年）改簽                                            |
| 林憶蓮             | 1990年   | 製作及發行（全約） | 1991年   | 改簽新公司       | 滾石唱片     | 代理華納唱片在台業務 1993年改簽                               |
| 葉蒨文             | 1991年   | 製作及發行（全約） | 1994年   | 改簽新公司       | 波麗佳音     | 1995年改簽                                                    |
| 陳本瑜             | 1989年   | 唱片發行（非全約） | 1990年   | 退居幕後         | -            | 大可工作室為音樂製作及藝人經紀公司                            |
| 葉歡               | 1987年   | 製作及發行（全約） | 1995年   | 改簽新公司       | 博德曼音樂   |                                                               |
| 潘越雲             | 1993年   | 唱片發行（非全約） | 1997年   | 改簽新公司       | 原動力文化   | 越石音樂為音樂製作及藝人經紀公司                              |
| 蔡幸娟             | 1987年   | 唱片發行（非全約） | 1994年   | 改簽新公司       | 福茂唱片     | 中國娃娃音樂工作室為音樂製作及藝人經紀公司                    |
| 丁曉雯             | 1987年   | 製作及發行（全約） | 1988年   | 退居幕後         | -            |                                                               |
| 姚黛瑋             | 1989年   | 唱片發行（非全約） | 1991年   | 改簽新公司       | 現代派唱片   | 開麗創意組合為音樂製作及藝人經紀公司 1995年改簽               |
| 金玉嵐             | 1990年   | 製作及發行（全約） | 1992年   | 改簽新公司       | 寶貝蛋唱片   |                                                               |
| 馬萃如             | 1990年   | 製作及發行（全約） | 1993年   | 退出歌壇         |              |                                                               |
| 蔡雨倫             | 1991年   | 唱片發行（非全約） | 1993年   | 退出歌壇         |              | 開麗創意組合為音樂製作及藝人經紀公司                          |
| 李之勤             | 1990年   | 唱片發行（非全約） | 1992年   | 改簽新公司       | 滾石唱片     | 開麗創意組合為音樂製作及藝人經紀公司                          |
| 王韻嬋             | 1993年   | 製作及發行（全約） | 1994年   | 改簽新公司       | 現代派唱片   | 1995年改簽                                                    |
| 葉蘊儀             | 1992年   | 製作及發行（全約） | 1995年   | 退出歌壇         |              |                                                               |
| 錢薇娟             | 1995年   | 製作及發行（全約） | 1997年   | 退出歌壇         |              |                                                               |
| 曾慶瑜             | 1996年   | 製作及發行（全約） | 1998年   | 退出歌壇         |              |                                                               |
| 李碧華             | 1992年   | 製作及發行（全約） | 1998年   | 退出歌壇         |              |                                                               |
| 戚小戀             | 1991年   | 製作及發行（全約） | 1992年   | 退居幕後         |              |                                                               |
| 任潔玲             | 1994年   | 製作及發行（全約） | 1996年   | 退出歌壇         |              |                                                               |
| 林濛               | 1994年   | 代理發行（非全約） | 1996年   | 退出歌壇         |              | 大滾音樂為音樂製作及藝人經紀公司                              |
| 李麗珍             | 1994年   | 唱片發行（非全約） | 1995年   | 退出歌壇         |              | 藝能動音為音樂製作及藝人經紀公司                              |
| 郭嘉欣             | 1995年   | 製作及發行（全約） | 1998年   | 改簽新公司       | 藝盒密碼     | 次年（1999年）改簽並改名為郭嘉璐                              |
| 鄭華娟             | 1995年   | 製作及發行（全約） | 1998年   | 退居幕後         |              | 2024年逝世                                                    |
| 鄭秀文             | 1996年   | 唱片發行（全約）   | 1999年   | 合約轉移至新公司 | 華納唱片     | 1999年原華納飛碟改名為華納唱片                                |
| 郭舒賢             | 1997年   | 唱片發行（非全約） | 1999年   | 合約轉移至新公司 | 華納唱片     | 1999年原華納飛碟改名為華納唱片 海峽唱片為經紀公司             |

### 組合
| 飛碟唱片組合歌手列表 |          |                        |          |                                                              |            |                                                                    |
| 歌手                 | 加入年份 | 簽約類型               | 脫離年份 | 脫離原因                                                     | 新公司     | 註釋                                                               |
| 小虎隊               | 1988年   | 唱片發行（非全約）     | 1995年   | 改簽新公司                                                   | 正東唱片   | 開麗創意組合為音樂製作及藝人經紀公司                               |
| 憂歡派對             | 1988年   | 唱片發行（非全約）     | 1991年   | 團體解散，蔡雨倫（憂憂）單飛                                 |            | 開麗創意組合為音樂製作及藝人經紀公司                               |
| 星星月亮太陽         | 1988年   | 唱片製作及發行（全約） | 1989年   | 團體解散，金玉嵐（太陽）、馬萃如（月亮）單飛                 |            |                                                                    |
| 少女隊               | 1990年   | 唱片發行（非全約）     | 1992年   | 退出歌壇                                                     |            | 開麗創意組合為音樂製作及藝人經紀公司                               |
| 紅孩兒               | 1990年   | 唱片發行（非全約）     | 1992年   | 團體解散，張克帆、張洛君、沈依智單飛                         |            | 開麗創意組合為音樂製作及藝人經紀公司                               |
| 知己二重唱           | 1988年   | 製作及發行（全約）     | 1990年   | 退出歌壇~ 走唱許多公益節目~ 2018年復出在中國選秀節目大放異彩 |            |                                                                    |
| 東方快車             | 1989年   | 唱片發行（非全約）     | 1992年   | 改簽新公司                                                   | 科藝百代   | 銘聲制作為音樂製作及藝人經紀公司 次年（1993年）改簽 改名東方合唱團 |
| 牯嶺街少年合唱團     | 1991年   | 製作及發行（全約）     | 1992年   | 退出歌壇                                                     |            |                                                                    |
| 帥哥美女綜藝團       | 1990年   | 唱片發行（非全約）     | 1991年   | 退出歌壇                                                     |            | 開麗創意組合為音樂製作及藝人經紀公司                               |
| 亂彈                 | 1997年   | 唱片發行（非全約）     | 1998年   | 改簽新公司                                                   | 博德曼音樂 | 真言社製作為經紀公司                                               |
| TOKYO D.             | 1993年   | 唱片發行（非全約）     | 1995年   | 改簽新公司                                                   | 豐華唱片   | 熱帶音樂工作室為音樂製作及藝人經紀公司 1995年改簽                  |
| L.A. Boyz            | 1994年   | 唱片發行（非全約）     | 1995年   | 改簽新公司                                                   | 金點唱片   | 雙全音樂為音樂製作及藝人經紀公司                                   |
| GIRLFRIENDS          | 1994年   | 唱片發行（非全約）     | 1995年   | 改簽新公司                                                   | 藝能動音   | 藝能動音為音樂製作及藝人經紀公司                                   |

## 外部連結
- 華納線上音樂雜誌 （页面存档备份，存于）
- 飛碟唱片出版目錄：1983～1991 （页面存档备份，存于）